# KPS 9566
KPS 9566 ist ein nordkoreanischer Standard, der eine Zeichenkodierung für die koreanische Schrift festlegt. Er wurde 1993 erstmals veröffentlicht und 1997, 2000 und zuletzt 2003 revidiert. Das südkoreanische Pendant zu KPS 9566 ist KS X 1001.
KPS 9566 ist eine 16-Bit-Kodierung, die auf den Kodierungsprinzipien von ISO/IEC 2022 aufsetzt und mit ihnen kompatibel ist. Alle Zeichen werden im Bereich 0x21-0x7E in einer 94×94-Matrix kodiert, die die Kodierung von maximal 8.836 Zeichen erlaubt – ein System, das auch von benachbarten Kodierungen wie KS X 1001, JIS X 0208 oder GB2312 benutzt wird.
KPS 9566 enthält eine Reihe spezieller Zeichen aus dem politischen Alltag Nordkoreas, und zwar:
- das Logo der Partei der Arbeit Koreas aus Hammer, Sichel und Pinsel (Codepunkte 12-01 und 12-02);
- den fünfzackigen Stern im Kreis, bekannt von der Flagge Nordkoreas (Codepunkt 12-03);
- sowie spezielle Schmuckzeichen für die Schreibung der Namen der nordkoreanischen Staatschefs Kim Il-sung und Kim Jong-il (Codepunkte 04-72 bis 04-74 sowie 04-75 bis 04-77). Die Zeichen für die Silben Kim und Il, die bei beiden Namen in der koreanischen Schrift identisch geschrieben werden, sind dabei doppelt kodiert.

Derzeit ist KPS 9566 nicht hundertprozentig mit Unicode kompatibel, da das Unicode-Konsortium sich weigerte, diese Schmuckzeichen in den Universal Coded Character Set aufzunehmen.